# Tahir Salahov
Tahir Teymur oğlu Salahov (in russo Таир Теймур Салахов?) (Baku, 29 novembre 1928 – Berlino, 21 maggio 2021) è stato un pittore azero. 
È stato primo segretario dell'Unione degli Artisti dell'URSS (1973-1992), vicepresidente dell'Accademia russa di belle arti e membro di più di 20 accademie e organizzazione in giro per il mondo.
Nel 1968 vinse il Premio di Stato dell'Unione Sovietica per il ritratto di Gara Garayev, mentre nel 1973 ricevette il titolo di Artista del popolo dell'Unione Sovietica.

## Biografia
Il padre di Salahov, Teymur Salahov, fu vittima della repressione staliniana, essendo stato arrestato nel 1937 e ucciso poco dopo. Sua madre, Sona, fu lasciata da sola a crescere quattro figli. La famiglia seppe della morte del padre solo dopo la morte di Stalin, avvenuta nel 1956.
Tahir Salahov studiò alla Scuola d'arte Azimzade dal 1945 al 1950 e alla Scuola di pittura, scultura e architettura di Mosca dal 1951 al 1957. Salahov ottenne, in questi anni, un primo riconoscimento: il suo lavoro di diploma, "Il turno è finito", fu esposto nel 1957 all'Esposizione d'Arte di tutta l'Unione di Mosca e ricevé il plauso della critica e del pubblico. Divenne uno dei principali rappresentanti del cosiddetto "stile severo" (in russo: "суровый стиль"), una tendenza nell'arte sovietica degli anni '60 che mirava a innescare una visione dura, pubblicista, realista contro la "realtà levigata" cerimoniale dell'era di Stalin. Le composizioni di Salahov sulla vita e le opere degli operai petroliferi di Baku e i ritratti, come ad esempio quello del compositore azero Gara Garayev (1960, Galleria Tret'jakov, Mosca), e del compositore sovietico Dmitrij Dmitrievič Šostakovič (1976, Galleria Tret'jakov, Mosca), sono caratterizzati da una grande forza e dalla mancanza di idealizzazione. Salahov scelse una tavolozza parsimoniosa di toni contrastanti di rosso, nero, grigio chiaro e scuro e diede una funzione decorativa alle pianure colorate.
Le sue opere successive sono più pacifiche e liricamente contemplative, e le influenze orientali sono più evidenti, come nel Ritratto del nipote Dan (1983, Museo nazionale d'arte dell'Azerbaigian), in cui la composizione e la colorazione sono subordinate ai ritmi fluenti delle miniature medievali orientali. Le sue linee sono diventate più morbide e melodiose, la sua tavolozza più sofisticata. Molte delle sue opere di maggior successo sono associate alle sue impressioni su paesi stranieri (ad esempio, Corrida messicana; 1969, Museo nazionale d'arte dell'Azerbaigian). Ha anche prodotto disegni espressivi e scenografie. Nel 1998, Salahov è stato nominato Accademico dell'Accademia Nazionale delle Arti della Repubblica del Kirghizistan, insieme agli altri artisti Durdy Bayramov, Suhrob Kurbanov, Turgunbai Sadykov ed Erbolat Tolepbai.
È morto nel maggio 2021 in una clinica in Germania.